# Custer's Revenge
Custer's Revenge (litt. La Revanche de Custer) est un jeu vidéo pornographique développé et édité par Mystique et sorti le 13 octobre 1982 sur Atari 2600 uniquement aux États-Unis. Le joueur contrôle George Armstrong Custer violant une femme amérindienne.
Le jeu suscite de nombreuses controverses dès sa sortie, dues à sa nature pornographique faisant l'apologie du viol et du racisme.

## Système de jeu

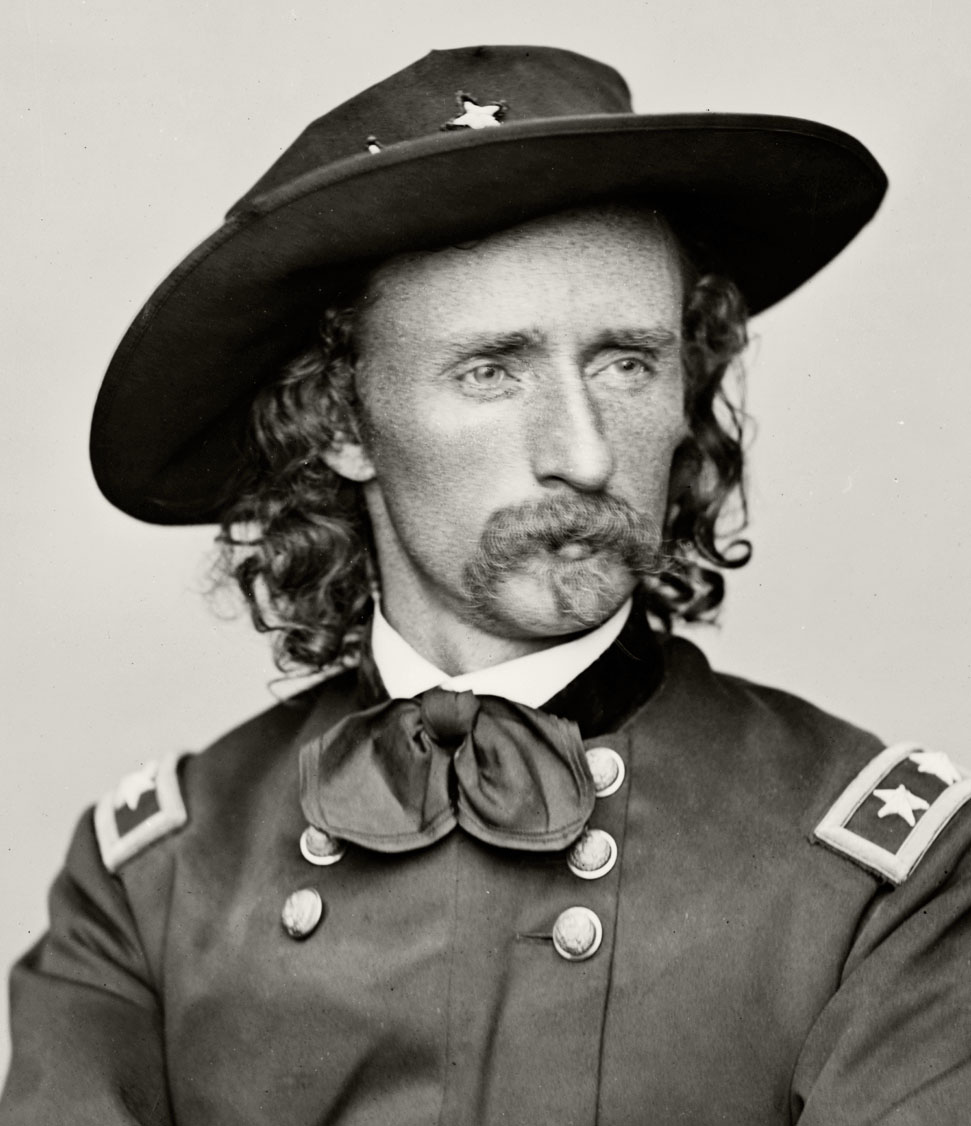
Portrait de George Armstrong Custer.

Le joueur contrôle le militaire américain George Armstrong Custer, célèbre pour ses exploits lors de la guerre de Sécession, tué en 1876 durant la bataille de Little Bighorn par des amérindiens. Le jeu consiste en un viol d'une femme amérindienne nue et attachée à un poteau par ce même personnage — dénudé lui aussi — d'où le titre « La Revanche de Custer ». Le personnage doit éviter des flèches de part et d'autre de l'écran, qui mettent fin à la partie si elles le touchent ; lorsqu'il arrive à la femme, il la viole et gagne des points, augmentant son score,,.

## Accueil

### Critiques et controverses
Dès sa sortie, Custer's Revenge suscite de nombreuses controverses, le titre faisant l'apologie du viol et du racisme. En effet, la mise en scène d'un viol — sur une femme amérindienne qui plus est — « choque profondément le public américain », celui-ci critiquant « son racisme inhérent » et « sa tentative de rendre le viol amusant »,.
Le public et plusieurs associations telles que National Organization for Women et Women Against Pornography (en) manifestent, déposent des plaintes et réclament l'interdiction du jeu ; il sera retiré de la circulation en janvier 1983,,.

### Ventes
Custer's Revenge s'est vendu à environ 82 000 exemplaires à travers le monde, ce chiffre étant dû en grande partie aux polémiques liées au jeu,,.